# Orán

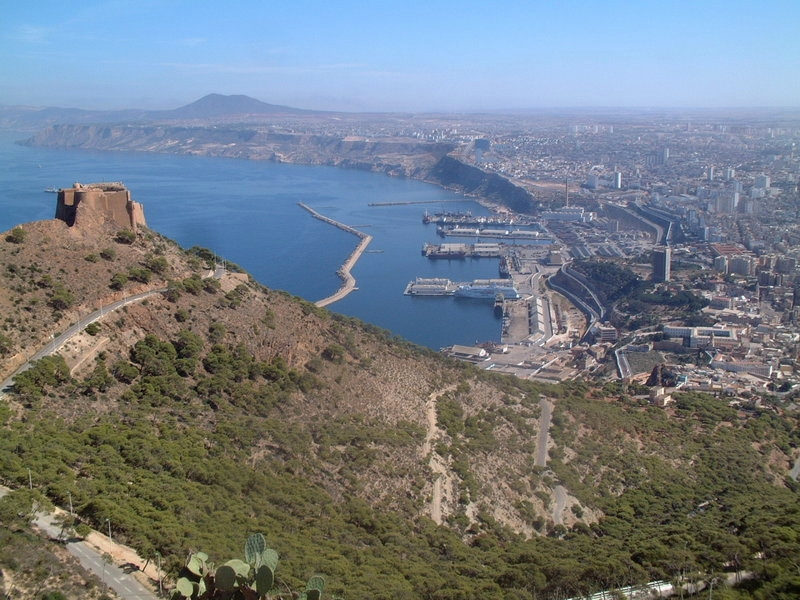
Orán látképe

Orán (arabul: وهران, Wahrān, magyarosan Vahrán) város Északnyugat-Algériában, a Földközi-tenger partján, az Oráni vilajet székhelye. A főváros, Algír után az ország második legfontosabb városa lakossága, valamint kereskedelmi, ipari és kulturális jelentősége miatt. Lakosainak száma csaknem 900 ezer fő.

## Története
Orán városát a 10. században andalúziai mór kereskedők alapították. Egy sikertelen 1501-es kísérlet után 1509-ben a spanyolok megszerezték és 1708-ig kezükön is maradt: bár az oszmánok többször is támadták, a spanyolok a helyi berber vezetők és a marokkói szultán segítségével sikerrel megvédték. Végül az algériaiak az  Oszmán Birodalom támogatásával az 1707-1708 között történt ostrom során elfoglalták. A város az elkövetkező huszonhat évben nagyrészt elnéptelenedett és elpusztult. 1732-ben a spanyolok visszafoglalták, de mivel a város kereskedelmi jelentősége jelentősen csökkent, csak a várost körülvevő öt erőd helyreállítására és megerősítésére fordítottak gondot. A város fenntartása továbbra is költséges volt, ezért 1780-1783 között III. Károly III. György brit királlyal tárgyal egy esetleges gibraltári cseréről, majd 1789-től IV. Károly spanyol király folytat tárgyalásokat az eladásról Baba Mohammed ben-Osman algír dejjel (oszmán régens). A tárgyalások sikertelenek és a várost ostrom alá vonják az oszmánok. A spanyol védekezést az 1790. októberi és 1791. szeptemberi földrengés jelentősen megzavarja, így 1791-ben aláírják a békeszerződést és a város az Algériai dejség fennhatósága alá kerül. Jelentős jóvátétel fizetése után a spanyolok 1796-ban hagyják el végleg. A török uralom alatt a város újratelepül, habár az eredeti várostól - amely egy 1794-es pestisjárványban elpusztul - kicsit távolabb. 1831 januárjában foglalják el a franciák a várost, amely még mindig viseli magán az 1790-es földrengés nyomait. A franciák a települést katonai területként kezelik, a civil létesítményeket lerombolják, a lakosságot elűzik. 1832-1844 között folyamatos összecsapások történnek a hódítók és a berber őslakosság között. A háború után megkezdődik a lakosság visszaáramlása, a várost újjászervezik az őslakosság kiszorításával és infrastrukturális illetve adminisztratív fejlesztésekkel. 1848-tól Orán a francia gyarmati uralom alatt az azonos nevű tartomány székhelye volt és felkészült a telepesek tömeges beáramlására. Ezt követően Orán népessége 1953-ig (algériai háború) növekszik.
A második világháború alatt Orán az úgynevezett Vichy-Franciaországhoz tartozott, a szövetségesek 1942-ben a Torch hadművelet során foglalták el. Két évvel korábban 1940 júliusában a brit erők a város kikötőjében megsemmisítették a francia hadihajókat, miután azok megtagadták a választ a brit ultimátumra, amely biztosítékot követelt arra nézve, hogy a hajók nem kerülnek a németek kezébe. Ez a támadás fokozta a franciák gyűlöletét az angolok iránt, de meggyőzte a világot afelől, hogy Nagy-Britannia elkötelezett a nácik elleni küzdelem folytatására.
Az algériai függetlenségi háború előtt az észak-afrikai városok közül Oránnak volt a legnépesebb európai lakossága, azonban a háborút követően ezek nagyrészt Franciaországba menekültek. 
Orán ma is fontos kikötő és kereskedelmi központ, a városban három egyetem is van.

## Híres emberek
1936. augusztus 1-jén itt született Yves Saint-Laurent francia divattervező.
1958. szeptember 18.-án itt született Rachid Taha.
1960. február 29.-én Orán megyében született Khaled.
1963. december 11-én itt született Gerhard Wolfgang Dammann pszichiáter, pszichológus és pszichoanalitikus.